# Lińska Struga
Lińska Struga – niewielka rzeka w województwie lubuskim w powiecie krośnieńskim (gminy Bytnica i Krosno Odrzańskie), prawy dopływ Bieli. Płynie głównie przez obszary leśne puszczy lubuskiej. Wypływa z Jeziora Dobrosułowskiego k. Dobrosułowia. Przepływa przez kilka jezior. Zasila też w wodę stawy hodowlane. Uchodzi do Bieli w miejscowości Bielów.